# 红旗路街道 (安阳市)
红旗路街道，是中华人民共和国河南省安陽市北关区下辖的一个乡镇级行政单位。

## 行政区划
红旗路街道下辖以下地区：
红旗南社区、红旗北社区、自由路社区、健康路社区、大道西社区和万达园社区。